# Fergusonite-(Nd)
La fergusonite-(Nd) è un minerale non riconosciuto dall'IMA perché la sua descrizione è stata pubblicata prima dell'approvazione.

## Etimologia e storia
Il minerale deve il suo come a Robert Ferguson (8 settembre 1769 – 3 dicembre 1840), politico e collezionista di minerali scozzese, e alla sua stretta relazione con la fergusonite-(Y), di cui costituisce una variante niobio-dominante.

## Classificazione
Nella nona edizione della sistematica dei minerali secondo Strunz la fergusonite-(Nd) è elencata nella classe "7. Solfati (selenati, tellurati, cromati, molibdati, tungstati)" e da lì nella sottoclasse "7.G Molibdati, tungstati e niobati"; questa è suddivisa in base alla composizione del minerale in modo che la fergusonite-(Nd) sia elencata nella sezione "7.GA Senza anioni aggiuntivi o H2O" dove si trova insieme a fergusonite-(Y), fergusonite-(Ce), powellite, scheelite, stolzite e wulfenite, con le quali forma il sistema nº 	7.GA.05.
Nella Sistematica dei lapis (Lapis-Systematik) di Stefan Weiß la fergusonite-(Nd) è classificata nella sezione degli "ossidi" e poi nella sottosezione "ossidi con rapporto metallo:ossigeno = 1:2 (MO2 e composti correlati)" dove forma il sistema nº IV/D.24 insieme a takanawaite-(Y), clinofergusonite-(Y), clinofergusonite-(Ce), clinofergusonite-(Nd), fergusonite-(Y), fergusonite-(Ce), formanite-(Y) e raspite.
Nella classificazione dei minerali secondo Dana, usata principalmente nel mondo anglosassone, la fergusonite-(Nd) è elencata nel sistema nº 8.1.1. insieme a fergusonite-(Y), fergusonite-(Ce) e formanite-(Y).

## Abito cristallino
La fergusonite-(Nd) cristallizza nel sistema tetragonale nel gruppo spaziale I41/a (gruppo nº 88); non sono noti i parametri reticolari.

## Proprietà
La fergusonite-(Nd) è un minerale radioattivo con un'attività specifica stimata di circa 0,961 kBq/g (per confronto, il potassio naturale possiede un'attività specifica di 0,0312 Bq/g).

## Modificazioni e varietà
La clinofergusonite-(Nd) (simbolo IMA: Fgs-Nd-β) è un minerale dimorfo della fergusonite-(Nd) ed è un minerale metamittico; si presenta in grani irregolari o in forma amorfa perché danneggiata dalle radiazioni.
Cristallizza nel sistema monoclino e, al contrario della fergusonite-(Nd), è un materiale approvato dall'IMA. Inizialmente era stata chiamata fergusonite-β-(Nd) e successivamente β-fergusonite-(Nd), ma il nome è stato cambiato dall'IMA nel 2022 introducendo il prefisso clino, come richiamo alla sua struttura cristallina. Nella nona edizione della sistematica secondo Strunz la clinofergusonite-(Nd) è elencata nel sistema nº 4.DG.10 nella sezione "4.DG Con cationi di grande dimensione (± cationi di media dimensione); catene di ottaedri che condividono uno spigolo".
La clinofergusonite-(Nd) è anch'esso un minerale radioattivo con un'attività specifica stimata di circa 1,018 kBq/g (per confronto, il potassio naturale possiede un'attività specifica di 0,0312 Bq/g).

## Origine e giacitura
La fergusonite-(Nd) è stata rinvenuta in venature del marmo dolomitico derivato dalla carbonatite ed è associata a egirina e clinofergusonite-(Nd).
Il minerale è piuttosto raro ed è stato trovato in pochi siti: nel distretto minerario di Bayan Obo (Cina); nella provincia di Hovd (Mongolia); a Vitim (Russia); nella municipalità locale di Ba-Phalaborwa (Sud Africa).